# شويخ من أرض مكناس
شويخ من أرض مكناس قصيدة في الزجل الأندلسي ألفها الشاعر أبو الحسن الششتري أثناء اقامته بمدينة مكناس المغربية.

## قصة القصيدة
الشاعر مولود في إقليم غرناطة لأسرة ذات جاه وثراء. وقصة القصيدة أنه التقى بأحد شيوخ المتصوفة وهو ابن سبعين، وكان الششتري قد اعتنق طريقة شعيب أبو مدين وكان متوجها إلى أصحاب أبي مدين فقال له ابن سبعين :
إذا كنت تريد الجنة فسر إليهم وإن كنت تريد رب الجنة فهلم إلي. ثم قال له : لن تدخل طريقة الصوفية إلا إذا تجردت من متاعك وثيابك ولبست ملابس قشبانية الصوفية (يريد رقعتهم البالية)، وحملت في يدك بنديرا (أي الدف بلغة أهل المغرب) ودخلت بهذه الصورة وبدأت بذكر الحبيب. فصنع كما رسم له ابن سبعين وظل في السوق ثلاثة أيام يغني منشدا هذه الخواطر الصوفية.
هذه قصيدة شعبية عمرها أكثر من 735 عاما. قالها وزير يدعى (أبي الحسن الششتري)، تصوف ولأجل أن يطهر ذاته من الكبر لبس غرارة على عنقه وثوبا باليا ومشى في الأسواق متعكزا على عكاز ينشد هذه القصيدة المشهورة والتي يرددها الناس غالبا دون توقع لعمرها.
أحمد الجميري غنّاها.. وخالد الشيخ لحّنها على مقام الراست وهي الأغنية الصوفية الثالثة مع (كلما كنت بقربي) و(مدير الراح) التي لحّنها لنفس الشاعر (الششتري)..

## في العصر الحديث
تغنى بها أحمد الجميري، وهو فنان بحريني، في مطلع الثمانينات. يقول خالد الشيخ انه درس الزجل الأندلسي وأعجب بالقصيدة أعجاب شديد وقام بتلحينها في عام 1982 وغنها احمد الجميري الذي أبدع في غنائها لتغدو من أشهر الاغاني.

## كلمات القصيدة
شويخ من أرض مكناس وسط الأسواق يغني
وش عليا من الناس وأش على الناس مني
وش عليا يا صاحب من جميع الخلايق
افعل الخير تنجو واتبع أهل الحقائق
لا تقل يا بني كلمة إلا أن كنت صادق
خذ كلامي في قرطاس واكتبوا حرز عني
أش عليا من الناس وأش على الناس مني
ثم قول مبين ولا يحتاج عبارة
أش على حد من حد افهموا ذي الإشاره
وانظروا كبر سني والعصا والغراره
هكذا عشت في فاس وكذاك هون هوني
اش عليا من الناس وأش على الناس مني
وما أحسن كلاموا إذ يخطر في الأسواق
وترى أهل الحوانت تلتفت لو بالأعناق
بغرارة في عنقوا وعكيكز وأقراق
شويخ مبني على أساس كما ان شاء الله مبني
أش عليا من الناس وأش على الناس مني
لو ترى ذا الشويخ ما أرقوا بمعنى
التفت لي وقال لي أش نراك تتبعنا
أنا ننصب لي زنبيل يرحموا من رحمنا
وأقاموا بين اجناس ويقول دعني دعني
اش عليا من الناس وأش على الناس مني
من عمل يا بني طيب ما يصيب إلا طيب
لعيوبوا سينظر وفعالوا يعيب
والمقارب بحالي يبقى برا مسيب
من معوا طيبة انفاس يدري عذر المغني
أش عليا من الناس وأش على الناس مني
وكذاك اشتغالوا بالصلاة على محمد
والرضا عن وزيروا أبي بكر الممجد
وعمر قائل الحق وشهيد كل مشهد
وعلي مفني الأرجاس إذا يضرب ما يثنى
أش عليا من الناس واش على الناس مني
يا إلهي رجوتك جد عليا يتوبه
بالنبي قد سألتك والكرام الأحبه
الرجيم قد شغلني وأنا معوا في نشبه
قد ملا قلبي وسواس مماه يبغاه مني
أش عليا من الناس وأش على الناس مني
تم وصف الشويخ في معاني نظامي
وإني خواص ونقري لأهل فني سلامي
وإذا جوزوني نقل أول كلامي
شويخ من أرض مكناس وسط الأسواق يغني
أش عليا من الناس وأش على الناس مني